# 都昌街道

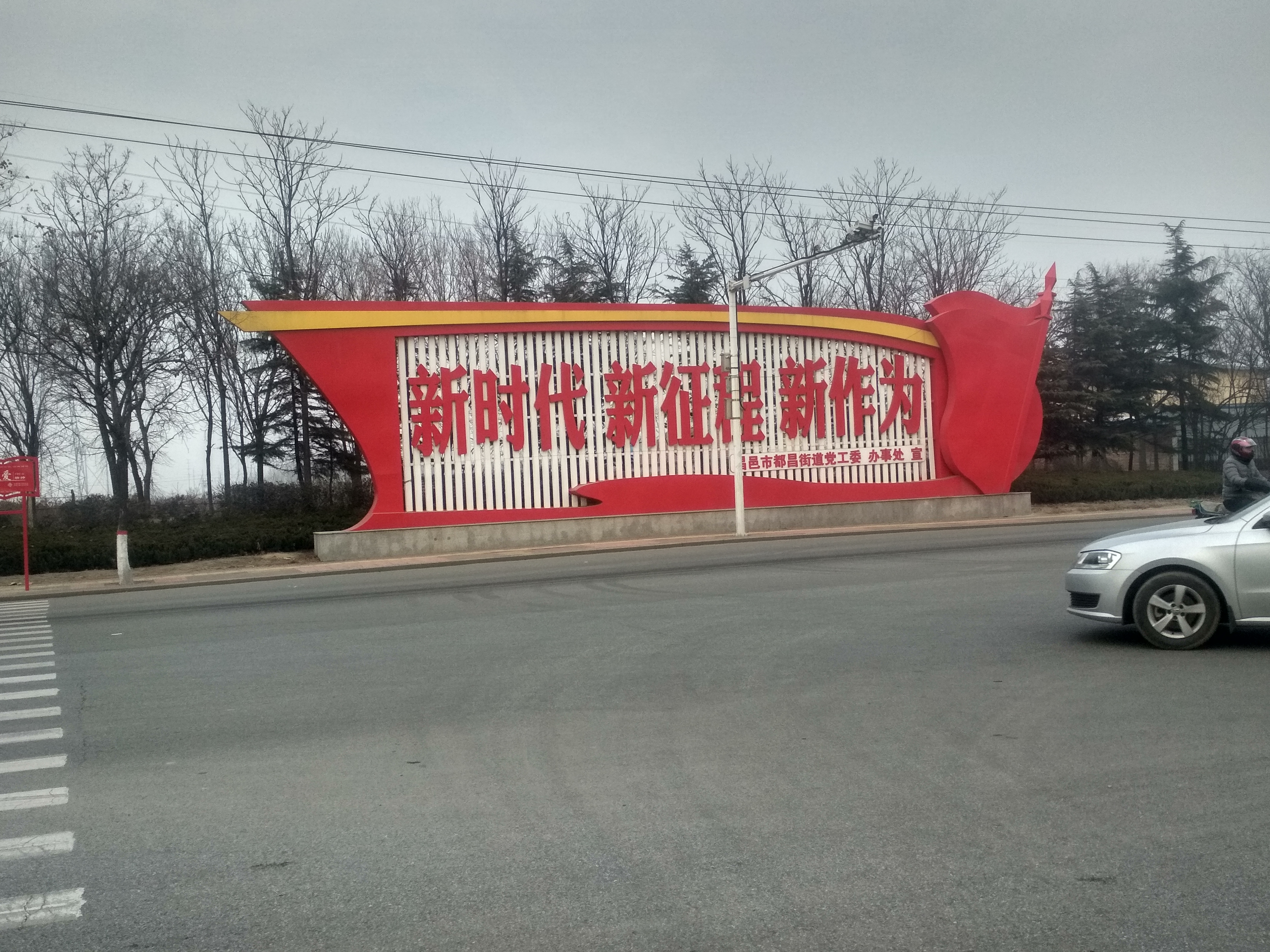

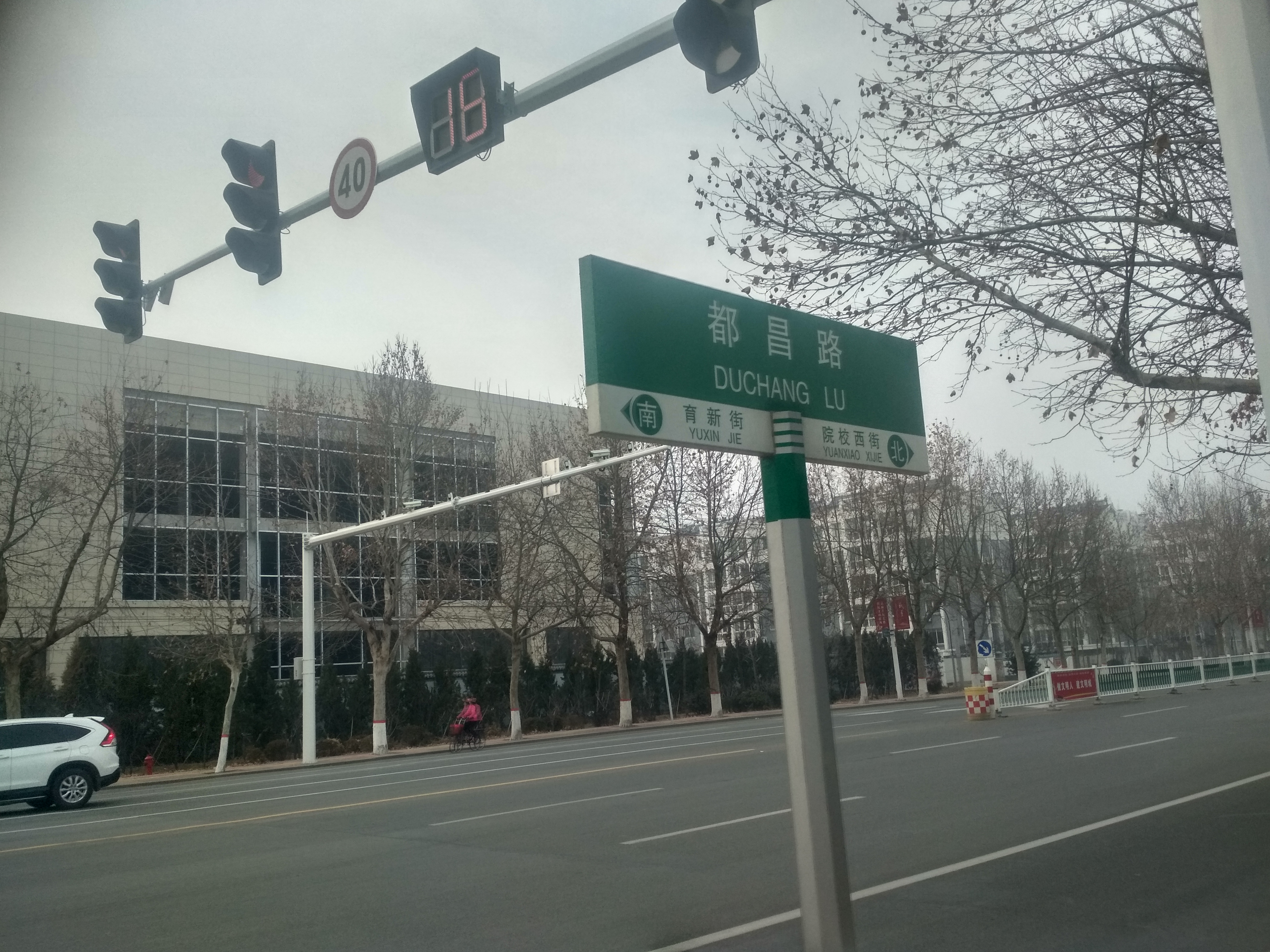

都昌街道，是中华人民共和国山東省潍坊市昌邑市下辖的一个乡镇级行政单位。

## 行政区划
都昌街道下辖以下地区：
韩家屯社区、黄家辛戈社区、南店社区、王家北逄社区、大埠社区、刘家埠社区、东安家埠社区、西安家埠社区、高家道照社区、南吴家庙社区、傅徐城后社区、刘家辛戈社区、马家村社区、山前社区、南逄社区、高家北逄社区、刘家北逄社区、徐家北逄社区、东大营社区、西大营社区、辛置二社区、长埠村、前埠村、后埠村、南褚庄村、北褚庄村、东褚庄村、王耨村、蒋家庄村、西马埠村、豹埠营村、两埠村、马芝村、张固村、宋家楼村、北马埠村、中马埠村、南马埠村、孟家洼村、立新村、榆林村、乖场村、王家埠村、单家埠村、前南逄村、西辛庄村、史家洼子村、陈家洼子村、后伍塔村、中伍塔村、前伍塔村、太保村、巡保村、东化埠村、西化埠村、南双台村、双台一村、双台二村、王候章村、高候章村、南候章村、长流埠村、申明亭村、南兴福村、北兴福村、角埠村、渔埠村、肖家埠村、渔洞埠村、西永安村、东永安村、博乐埠村、远东庄村、徐林庄村、家庄村、东侯富庄村、中侯富庄村、西侯富庄村、北裴庄村、中裴庄村、南裴庄村和岞埠村。

## 人口
2010年中国第六次人口普查时，都昌街道共有人口99909人。共有家庭30048户，平均每户2.96人。14岁以下的少年儿童共14267人，占总人口14.27%；15-64岁人口共74852人，占总人口74.92%；65岁及以上的老年人共10790人，占总人口的10.79%。男性共计50346人，占总人口50.39%；女性共计49563，占总人口49.60%。本地居住的人口中，拥有本地户籍的人口为79461人，占79.53%。